# 小越勇輝
小越 勇輝（おごえ ゆうき、1994年4月8日 - ）は、日本の俳優、アーティスト。東京都出身。所属事務所は舘プロ（業務提携：K-point）。

## 略歴
3歳で子役デビュー。
2007年2月25日・3月4日放送の『仮面ライダー電王』斉藤大輝役にて、ゲストとしてかかわり、
2008年1月27日放送の『仮面ライダーキバ』のラモン役にて本格的に準レギュラーになる。
2010年8月よりミュージカル『テニスの王子様2ndシーズン』にて主役の越前リョーマ役を務める。2013年9月24日に歴代テニミュ出演者の中で最多出演回数になり、「プリンス・オブ・テニミュ」の称号が与えられた。2014年9月21日の18:00公演の回で、通算500回公演出演を達成。2ndシーズンの全518公演で越前リョーマを演じきった。
2016年8月から放送のドラマ『弱虫ペダル』で連続ドラマ初主演。
2017年以降、映像作品に軸足を移す。
2018年1月から2019年9月まで、自身の公式サイト「小越勇輝 公式インターネットテレビ CHAPTER2」を開設。月に1度の映像コンテンツ配信や、ファンサイトの役割も担っている。
2018年12月14日、『DIMENSION』で本人名義の初CDデビュー。収録曲「蒼い瞳の仔猫」では作詞・作曲にも初挑戦した。2019年1月にファーストライブツアーを開催。
2019年10月12日、『ハケンアニメ！』で2年半ぶりの舞台出演。
2020年10月31日、公式ファンクラブ『ogoe_oooo』を開設。
2020年11月13日、映画『人狼ゲーム デスゲームの運営人』で映画初主演。
2021年7月13日、アットプロダクションから舘プロへの移籍を発表した。

## 人物
- 愛称は「おごたん」。
- 異名は「小越プロ」。
- 趣味は料理。
- 特技は和太鼓、バスケットボール。
- 好きな色は黒。
- 好きな食べ物は甘い物。
- 人見知り、真面目で努力家[6][10]。

## 出演

### テレビドラマ
- おそるべしっっ!!!音無可憐さん 第6話（1998年2月9日、テレビ朝日）
- 第3話・FLY 航空学園グラフィティ 第3話（2000年5月23日、NHK）
- ショカツ 第8話（2000年5月30日、関西テレビ） - 武智茂樹 役
- YASHA-夜叉- 第8話（2000年6月9日、テレビ朝日）
- FACE〜見知らぬ恋人〜 第3話・第6話・第8話（2001年1月24日・2月14日・28日、日本テレビ） - 水野拓巳・高川亮（幼少） 役
- ハンドク!!!  第6話（2001年11月14日、TBS）
- アルジャーノンに花束を 第1話（2002年10月8日 、関西テレビ）
- 動物のお医者さん 第5話（2003年5月15日、テレビ朝日）
- 新しい風 第10話（2004年6月17日、TBS）
- 真実を追う男2（2004年7月19日、TBS） - ヒロシ 役
- みんな昔は子供だった 第2話・第3話・第5話・第10話・第11話（2005年1月18日・25日・2月8日・3月15日・22日、フジテレビ） - 入江悠 役
- 劇団演技者。「石川県伍参市」 第1話・第2話（2005年6月29日・ 7月6日、フジテレビ） - 川瀬ジュン（小学生時代）役
- トップキャスター 最終回（2006年6月26日、フジテレビ） - 結城雅人（幼少） 役
- ヒミツの花園  第5話（2007年2月6日、フジテレビ） - 片岡航（小学生時代） 役
- 仮面ライダーシリーズ
  - 仮面ライダー電王 第5話・第6話（2007年2月25日・3月4日 、テレビ朝日） - 斉藤大輝 役
  - 仮面ライダーキバ（2008年1月27日 - 2009年1月18日、テレビ朝日） - ラモン 役
- 輪違屋糸里〜女たちの新撰組〜 後篇（2007年9月16日、TBS）
- オトコの子育て 第4話（2007年11月16日、テレビ朝日） - 桑田真人 役
- 新・警視庁捜査一課9係 第9話（2009年9月2日、テレビ朝日） - 赤城孝司（少年） 役
- チャレンジド 第1話（2009年10月10日、NHK）
- オトコマエ!2 第8話（2009年10月24日、NHK） - 武田信三郎（少年） 役
- 西村京太郎トラベルミステリー「山形新幹線つばさ111号の殺人」（2010年2月6日、テレビ朝日） - 佐久間有也（少年）役
- ストレンジャー〜バケモノが事件を暴く〜（2016年3月27日、テレビ朝日系）
- 弱虫ペダル（2016年8月26日 - 10月7日、BSスカパー!） - 主演・小野田坂道 役[11]
  - 弱虫ペダルSeason2（2017年8月18日 - 12月22日、BSスカパー!）[12]
- ドルメンX（2018年3月11日 - 4月1日、日本テレビ） - ニイ 役 [13]
- サバイバル・ウェディング（2018年7月14日 - 9月22日、日本テレビ） - 高橋涼太 役[14]
- 深夜のダメ恋図鑑 第2話 - 第4話・第7話・第9話・最終話（2018年10月14日 - 28日・11月18日・12月2日・9日、朝日放送テレビ） - 長谷川 役
- I"s（2018年12月21日 - 2019年1月18日 ・ 2019年3月8日 - 4月26日 、BSスカパー!） - 越苗純 役[15]
- 腐女子、うっかりゲイに告る。（2019年4月20日 - 6月8日、NHK総合） - 高岡亮平 役[16]
- コーヒー＆バニラ（2019年7月5日 - 9月6日、MBSほか） - 吉木翼 役[17]
- FLY! BOYS, FLY! 僕たち、CAはじめました（2019年9月24日、関西テレビ・フジテレビ系） - 黛正太郎 役[18]
- ランチ合コン探偵 〜恋とグルメと謎解きと〜 第2話（2020年1月16日、読売テレビ・日本テレビ） - 初柴純 役
- そして、ユリコは一人になった（2020年3月6日 - 4月24日、関西テレビ） - 由利小太郎 役[19]
- 異世界居酒屋「のぶ」（2020年5月16日 - 7月18日、WOWOWプライム） - ラインホルト 役
- 書けないッ!?〜脚本家 吉丸圭佑の筋書きのない生活〜 第1話・第2話（2021年1月16日・23日 、テレビ朝日） - 如月翔 役
- 脳科学弁護士 海堂梓 ダウト（2021年4月12日、テレビ東京） - 栗栖祐希 役
- 高嶺のハナさん（2021年4月10日 - 6月26日 、BSテレビ東京） - 弱木強 役[20]
  - 高嶺のハナさん2（2022年10月2日 - 12月18日、BSテレビ東京）[21]
- 生きて、ふたたび 保護司・深谷善輔（2021年11月28日 - 2022年1月23日、NHK BSプレミアム・BS4K） - 平本啓一 役
- 駐在刑事Season3  第5話 - 最終話（2022年2月11日 - 2月25日、テレビ東京） - 黒川誠也 役[22]
- トモダチゲームR4  第5話 - 第7話（2022年8月20日 - 9月3日、テレビ朝日） - 種田流星 役
- 青春シンデレラ 第3話（2022年10月31日 、朝日放送テレビ） - たくちゃん 役
- 警視庁アウトサイダー 第3話・第6話 - 最終話（2023年1月19日・2月9日 - 3月2日、テレビ朝日） - 歌川涼牙 役
- 科捜研の女 season23 第5話（2023年9月13日、テレビ朝日） - 佐向祥太 役[23]
- 遺留捜査スペシャル（2023年9月21日、テレビ朝日） - 阿波野健作 役[24]
- BLドラマの主演になりました クランクイン編（2024年1月2日、テレビ朝日） - 紫宏臣 役[25]
- JKと六法全書 第5話（2024年5月17日、テレビ朝日） - 雨倉ひかり 役[26]
- 令和サスペンス劇場「旅人検視官 道場修作」第4弾（2025年3月22日、BS日テレ） - 佐久間涼介 役[27]

### 配信ドラマ
- ネット版 仮面ライダー裏キバ 魔界城の女王 (2008年7月11日- 8月15日)
- 踊る大宣伝会議、或いは私は如何にして踊るのを止めてゲームのルールを変えるに至ったか。Season2（2015年10月13日、ネスレシアター） - 主演・真北太助 役
- ドラマ企画 INDIEZ『主人公』（2019年9月2日 - 10月7日、YouTube） - 岸拓巳 役[28]
- キ上の空論 ワンショットドラマ『うちの鼠は沈む船を見捨てぬ。』（2020年11月29日、vimeo） - 上島 役
- BLドラマの主演になりました クランクアップ編（2023年12月24日、TELASA） - 紫宏臣 役[25]
  - 続・BLドラマの主演になりました（2025年6月13日 - 7月25日、TELASA）[29]
- ダレハラ―妻の真実が暴かれる時―（2025年8月1日、BUMP） -  主演・清水貴一 役

### テレビ番組
- ワーズハウスへようこそ（2009年11月28日、2010年4月10日・5月22日・7月31日・9月4日、2022年2月12日・3月19日、日本テレビ） - 千早悠斗 役
- A×A ダブルエー（2011年4月4日・5日、テレビ東京）
- サキよみ ジャンBANG!（2011年5月6日・6月24日・9月2日・9日・2012年1月20日・7月13日・2013年12月13日、テレビ東京）
- 7スタLIVE（2013年3月21日・11月14日、テレビ東京）
- 一夜づけ（2013年4月17日・7月8日・9日・12月9日 - 11日・2014年6月9日 - 11日・11月12日 - 14日、テレビ東京）
- 演劇人は、夜な夜な、下北の街で呑み明かす…（BSスカパー!）
  - 番外編 ドラマ「弱虫ペダル」SP （2016年12月14日）
  - 番外編 ドラマ「I"s」スペシャル （2018年3月31日）
  - 第二十一夜（2019年3月30日・31日）
- ドラマ「弱虫ペダル」1泊2日ホンネ旅 〜総北&ハコガク 旅に出たらこうなったスペシャル〜（2017年3月29日、BSスカパー!）
- 私の年下王子さま Winter Lovers 第7話 - 最終話（2018年12月15日 - 2019年1月26日、AbemaTV）
- トリニクって何の肉! （2019年5月21日・28日、朝日テレビ）
- 痛快TV スカッとジャパン「あっという間スカッと くだらない冗談連発上司」（2020年11月23日、フジテレビ） - 広沢浩一 役
- 夜バゲット（ 2023年3月11日・18日、 2024年3月2日・9日、日本テレビ）

### 映画
- ジャパニーズニューシネマ「砂漠」
- アーマゲドンアフターズ
- ロストサムライ
- DOG STAR（2001年） - 陸 役
- Is-A（2004年10月9日） - ゆうや（幼少時代） 役
- 仮面ライダーシリーズ
  - 劇場版 仮面ライダーキバ 魔界城の王（2008年8月9日） - ラモン 役
  - 劇場版 超・仮面ライダー電王&ディケイド NEOジェネレーションズ 鬼ヶ島の戦艦（2009年5月1日） - ラモン 役
- おくりびと（2008年9月3日）
- AVN エイリアンVSニンジャ（2011年7月23日） - 西志 役
- ドルメンX（2018年6月15日） - ニイ 役[13]
- 鯉のはなシアター ～広島カープの珠玉秘話を映像化したシネドラマ～ （2018年9月7日） - 福原泰司 役
- 探偵は、今夜も憂鬱な夢を見る。2 （2019年10月18日） - 柳沢祐介 役[30]
- おかざき恋愛四鏡「うわさのわれわれ」（2019年11月29日） - 大林幹也 役
- 人狼ゲーム デスゲームの運営人（2020年11月13日） - 主演・正宗 役[31][32][33]
- わたしの幸せな結婚（2023年3月17日） - 辰石幸次 役[34]
- 札束と温泉（2023年6月30日） - 渡辺隼人 役[35][36][37][38][39]
- 帰ってきた あぶない刑事（2024年5月24日） - 宍戸隼人 役[40]

### 舞台
- ミュージカル・『テニスの王子様』2ndシーズン（2010年8月 - 2014年11月） - 主演・越前リョーマ 役[41]
  - ミュージカル『テニスの王子様』青学vs不動峰（2011年1月5日 - 2月11日）[42][43]
  - ミュージカル『テニスの王子様』青学vs聖ルドルフ・山吹（2011年4月8日 - 5月15日）
  - ミュージカル『テニスの王子様』青学vs氷帝（2011年7月15日 - 9月24日）[44]
  - ミュージカル『テニスの王子様』DREAM LIVE 2011（2011年11月5日 - 6日、11月12日 - 13日）
  - ミュージカル『テニスの王子様』青学vs六角（2011年12月17日 - 2012年2月12日）
  - ミュージカル『テニスの王子様』春の大運動会2012（2012年5月13日）
  - ミュージカル『テニスの王子様』青学vs立海（2012年7月13日 - 9月23日）
  - ミュージカル『テニスの王子様』SEIGAKU Farewell Party（2012年10月11日 - 14日）
  - ミュージカル『テニスの王子様』青学 vs 比嘉（2012年12月20日 - 2013年2月17日）
  - ミュージカル『テニスの王子様』DREAM LIVE2013（2013年4月27日 - 29日、5月3日 - 5日）
  - ミュージカル『テニスの王子様』全国大会 青学 vs 氷帝（2013年7月11日 - 9月29日）[45][46]
  - ミュージカル『テニスの王子様』青学 vs 四天宝寺（2013年12月19日 - 2014年3月2日）[47]
  - ミュージカル『テニスの王子様』春の大運動会2014（2014年4月26日）[48]
  - ミュージカル『テニスの王子様』全国大会 青学 vs 立海（2014年7月12日 - 9月28日）[49]
  - ミュージカル『テニスの王子様』DREAM LIVE 2014（2014年11月15日 - 16日、11月22日 - 24日）[50]
- ロック オペラ『サイケデリック・ペイン』（2015年4月4日 - 5月4日） - 主演・詩音 役[51]
- 舞台『東京喰種 トーキョーグール』（2015年7月2日 - 20日） - 主演・金木研 役[52][53][54]
- 舞台『弱虫ペダル』 - 主演・小野田坂道 役
  - IRREGULAR〜2つの頂上〜（2015年10月8日 - 11月8日）[55]
  - 〜総北新世代、始動〜（2016年3月4日 - 27日） [56]
- ミュージカル『刀剣乱舞』 - 堀川国広 役[57]
  - 幕末天狼傳（国内公演：2016年9月24日 - 2016年11月27日 / 上海公演：2017年1月13日 - 15日）[58][59]
  - 嚴島神社世界遺産登録20周年記念奉納行事 ミュージカル『刀剣乱舞』in 嚴島神社（2016年11月12日）[60]
  - 真剣乱舞祭 2016（2016年12月13日 - 21日）[61]
- 舞台版『ドラえもん のび太とアニマル惑星』（2017年3月26日 - 4月30日） - 主演・のび太 役[62][63]
- 舞台『ハケンアニメ!』（2019年10月12日 - 16日・10月31日 - 11月14日） - 王子千晴 役[64]
- 梅棒 12th WONDER『おどんろ』（2021年7月30日 - 8月29日） - 妖太郎 役 [65][66]   ※ 全公演中止
- 梅棒 14th WONDER『おどんろ』（2022年4月8日 - 5月8日） - 妖太郎 役[67][68]
- リーディングアクト「六人の嘘つきな大学生」（2022年6月22日 - 25日）- 森久保公彦 役[69][70][71][72][73]
- 梅棒  15th "RE"PLAY『シン・クロス ジンジャー ハリケーン』（2022年11月23日） - ゲスト出演
- 『HUNTER×HUNTER』THE STAGE（2023年5月12日 - 28日） - クラピカ 役[74][75][76][77][78]
  - 『HUNTER×HUNTER』THE STAGE2（東京公演：2024年3月16日 - 31日 / 大阪公演：4月6日 - 14日）[79][80][81]
- 『SHINE SHOW！』（2023年8月18日 - 9月4日・9月15日 - 17日） - 加瀬貴久 役[82][83][84][85]
- 舞台『甦夢THEATRE 黄金仮面 -masque doré-』（2024年10月11日 - 20日） - 主演・明智小五郎 [86][87][88][89][90][91]
- 舞台「呪術廻戦0」WITH LIVE BAND（2024年12月13日 - 29日・2025年1月18日 - 19日）- 主演・乙骨憂太 役[92][93][94][95]主演・
- 朗読劇「歌われなかった海賊へ」（2025年8月17日） - 主演・ヴェルナー・シュトックハウゼン  役[96]
- 梅棒 20th Breakdown「FINAL JACKET」（2025年11月21日・22日〈予定〉）[97]

### テレビアニメ
- ミュークルドリーミー（2020年4月5日 - 2021年4月4日 、テレビ東京系） - 杉山遼仁 役[98]
- ミュークルドリーミー みっくす！（2021年4月11日 -  2022年3月27日、テレビ東京系） - 杉山遼仁 役
- 異世界美少女受肉おじさんと（2022年1月19日、テレビ東京系） - 野盗 役
- ヘアピンダブル（2022年2月4日 、BSフジ） - 速水健介 役[99]

### 配信アニメ
- バイト先は「悪の組織」!?（2017年11月13日 - 2018年1月15日、タテアニメ） - 主人公・蒼倉有久 役[100]

### 劇場アニメ
- カラフル（2010年8月21日） - クラスメイト 役

### ボイスコミック
- 田舎の美少年（2021年7月9日） - 伊田宏伸 役

### イヤードラマ
- スピカの星（2022年8月25日  、NUMA） - アラタ 役

### ゲーム
- 錬神のアストラル（2019年11月14日 - 2020年8月31日） - メアリー・ノートン (アイザック・アドラー) 役 (CV)
- タロット男子 ～22人の見習い占い師～（2021年12月7日 - 2023年2月28日） - ジャスティス・ラメド 役 (CV)[101]

### ライブ
- 『YUKI OGOE FIRST LIVE TOUR 2019 〜ユウキ!!〜』（2019年1月12日・14日）

### CM
- ベネッセ
  - 進研ゼミ小学講座
  - 進研ゼミ中学講座「部活と両立して合格篇」、「夏の達成感篇」（2010年）
- 本田技研工業
- ヨドバシカメラ
- マクドナルド キャンペーン
- セイカノート『らくがきんちょ』
- ジャスコ
- au『ISシリーズ』

### プロモーションビデオ
- SunSet Swish『夏が来れば』（2006年）
- 許斐剛『テニプリっていいな』（2009年）[10]
- WITHDOM『嫌い』（2021年5月25日）

### イベント
- MASKED RIDER KIVA-LIVE&SHOW @Zepp Tokyo（2008年8月7日）
- MASKED RIDER KIVA X'mas LIVE&SHOW（2008年12月25日）
- 第6回東京ボーイズコレクション（2015年3月12日）
- 許斐剛★サプライズ LIVE 〜一人テニプリフェスタ〜（2016年1月16日）
- 舞台「東京喰種トーキョーグール」スペシャルイベント（2016年7月3日・10日）
- テアトルアカデミー Summer of THEATRE 2024（2024年8月21日・22日）

### その他
- 『大学受験倶楽部』
- 日本タバコ産業『未成年者喫煙防止キャンペーン』

## モデル

### 雑誌
- nicola（新潮社）
- Cool-up（音楽専科社）
- JUNON（主婦と生活社）
- FINEBOYS（日之出出版）

### WEB
- NYLON JAPAN『TOKYO IT GIRL BEAUTY #145』（2019年10月10日）

### VP
- 小学館
- 花王

### 広告
- TOYOTA『ミニバンシリーズ'04』
- NYLON JAPAN企画 『Now me』（2020年5月24日）
- Coleman BRAND BOOK #03 （2020年8月3日）

### ファッションショー
- 『MILKBOY』（2010年10月24日）
- 『Shito Hisayo』（2014年6月1日）

## 書籍

### 雑誌連載
- 「Ogo é mode（オゴエモード）」（2020年7月 - 2022年12月、声優パラダイスR Vol.37 - 51、秋田書店）

### 写真集
- 小越勇輝ファースト写真集 おごたん（2016年4月8日、主婦と生活社）
- YUKI OGOE DOCUMENTARY PHOTOBOOK YUKI （2017年12月15日、主婦と生活社）
- 小越勇輝FC限定写真集 おごんちゅ（2018年7月20日）

## 作品

### CD
- ミュージカル「テニスの王子様」2ndシーズン 関連
  - 「Jumping up！High touch！」（2011年9月28日）
  - 「WE ARE ALWAYS TOGETHER」（2013年4月24日）
- ドラマ「弱虫ペダル」関連
  - 「The Day」 (総北高校自転車競技部) （2016年9月14日）
- ミュージカル「刀剣乱舞」関連
  - 3rdシングル「ユメひとつ」（2017年3月29日）
  - 2ndアルバム「ミュージカル刀剣乱舞〜幕末天狼傳〜 」（2017年6月28日）
- ドラマ「弱虫ペダルSeason2」関連
  - 「Road Ahead」（総北高校自転車競技部）（2017年8月18日）

### 配信限定シングル
- ドルメンX（隊長、イチイ、ニイ、サイ）関連
  - 参上!!ドルメンX（2018年3月28日）

### CD/書籍
- CD付きコンセプチュアルブック『DIMENSION』 （2018年12月14日、主婦と生活社）

### 映像
- DVD『小越勇輝 IN LOS ANGELES』VOL.1（2018年5月23日、イーネット・フロンティア）
- DVD『小越勇輝 IN LOS ANGELES』VOL.2（2018年7月20日、イーネット・フロンティア）
- YUKI OGOE FIRST LIVE TOUR MEMORIES [BOOKLET+DVD]（2019年4月6日）
- DVD『～Nexus～』（2023年3月11日、イーネット・フロンティア）